# ドンナ・デル・モンド
ドンナ・デル・モンド（英：Donna del Mondo）は、2020年から2024年までスターダムで活動していた、ジュリアを中心としたユニット。

## 概要
2020年1月19日にジュリアがスターダムのユニットとして結成を発表した。ユニット名の意味はイタリア語で「世界の女たち」。しかしながら、ユニット名発表時は耳慣れない単語だったためか、メンバーに聞き取ってもらえなかった。
初期メンバーはジュリアの他に元UFCファイターの朱里と当時JUST TAP OUT所属だった舞華の3名であり、生え抜き選手がいない外敵ユニットとして誕生。2022年2月から3月にかけては8人がメンバーに名を連ね、スターダムの最大勢力になったこともあったが、2024年1月に解散するまで生え抜き選手のメンバー入りは無かった。
創設時にジュリアは、メンバーに求めることを「自分がトップに立ちたい、のし上がってやりたい、というハングリー精神がある人」と発言している。
「God's Eye・COSMIC ANGELS・E neXus V」の源流となるユニットである。

## 歴史
2019年10月13日に、それまで所属していたアイスリボンを突然退団したジュリアは、翌14日のスターダム・後楽園ホール大会に姿を見せ参戦を表明。その後11月15日に選手出場契約を締結し、11月28日に正式入団を果たしたジュリアは、12月8日の新木場1stRING大会から参戦するが、原則としてユニットに所属して試合をするスターダムにおいて、ジュリアはどこのユニットにも所属しないままシングルマッチ4試合を行い2019年を終える。
2020年1月14日、プロフェッショナルレスリングJUST TAP OUT・後楽園ホール大会にてJUST TAP OUT所属選手の舞華が林下詩美の持つフューチャー・オブ・スターダム王座に挑戦し敗れるが、試合後にジュリアが現れ舞華を勧誘し、現行のユニットとは別の新しいユニットを結成することを明らかにする。1月19日、後楽園ホール大会にてジュリアは舞華、そして朱里とのトリオでTOKYO CYBER SQUADの木村花、DEATH山さん。、レイラ・ハーシュ組を破り、試合後にユニット名を「ドンナ・デル・モンド」と発表する。
2月8日の後楽園ホール大会でジュリア、朱里、舞華組はQueen's Questの渡辺桃、林下詩美、AZM組を破りアーティスト・オブ・スターダム王座を奪取し、結成1ヶ月でチャンピオンベルトを手中にする。3月24日にはジュリア、朱里、舞華がSTARDOM Cinderella tournamentに出場し、ジュリアはジャングル叫女、渡辺桃、朱里、刀羅ナツコ相手に1日4試合の過酷なトーナメントを勝ち抜き優勝するが、その大会を最後に新型コロナウイルス感染症の流行拡大により興行の休止を余儀なくされる。
6月21日、3ヶ月ぶりに開催された新木場大会でドンナ・デル・モンドは4人目のメンバーとして、3月にアクトレスガールズを退団した有田ひめか改めひめかの加入を発表。7月26日の後楽園大会ではジュリアが空位となっていたワンダー・オブ・スターダム王座の王座決定戦で中野たむを下し獲得、また大会前にはひめかが7月1日付で入団を発表、また舞華も8月1日付でJUST TAP OUTからスターダムへ移籍することを発表した。10月3日の横浜武道館大会では新メンバーとして東京女子プロレスへのレギュラー参戦を終了したばかりの万喜なつみが「なつぽい」とリングネームを改め加入。またメインイベントで岩谷麻優の持つワールド・オブ・スターダム王座に挑戦し敗れた朱里がスターダムに入団することを表明し、その後11月1日付で所属となる。2021年1月17日にはなつぽいも所属選手となった。
その後しばらく5人での活動が続く中、11月3日の川崎市とどろきアリーナ大会で、第1試合で月山和香を下した桜井まいの背後を謎の怪覆面姿の人物が襲撃。さらに11月27日の国立代々木競技場第2体育館大会にも怪覆面が現れ、桜井、月山、そして琉悪夏を相次いで襲撃。12月18日の大阪府立体育会館大会では怪覆面が2人に増殖してレディ・Cを襲撃した。不可解な行動を続ける怪覆面はさらに12月25日の後楽園ホール大会でSTARS対COSMIC ANGELSの6人タッグ戦後に3人で乱入するが、そのうちの1人が岩谷と中野によって覆面を剥がされるとその正体はジュリアで、ジュリアは他の2人の怪覆面が「ドンナ・デル・モンドの新メンバー」であることを明かした。
年が明けて2022年、1月3日にベルサール新宿グランドで行われた年頭興行のメインで「ジュリア＆X＆XX対中野たむ＆ウナギ・サヤカ＆桜井まい」が組まれ、ジュリアとともに現れた怪覆面2人が、元東京女子プロレスの舞海魅星改めMIRAIと元アイスリボンのテクラであることが明らかになる。テクラが桜井をフォールした後、ジュリアは桜井に対し「COSMIC ANGELSにいたらいつまでたっても強くなれない、よく考えた方がいい」と発言。それに対して沈黙を続けていた桜井は1月23日の大阪大会で中野と対戦、健闘するも敗れた後「私の気持ちは固まりました。近々ハッキリさせます」と発言。そして2月12日の大阪大会、1月3日と同じ組み合わせで再び対戦しジュリアが桜井をフォールした後、桜井は前年の代々木大会で自身を襲撃した怪覆面がジュリアで、その際にドンナ・デル・モンドに来ないかと呼びかけたことを明かした上でドンナ・デル・モンド入りを志願。ドンナ・デル・モンドは8人となり、スターダムで最大勢力となる。
しかし、3月3日に開催した同月26・27日両国国技館大会の全カード発表＆調印式会見で、26日に行う朱里対ジュリアのワールド王座戦に向けてジュリアが「どっちが勝っても（朱里と）一緒にやっていくのは難しい」と発言。同月21日の名古屋大会で「アリカバ・メモリアル」と題した一戦をもってジュリア・朱里がタッグチームを解消。試合後に朱里が26日の王座戦に向けて「今後一緒にやっていく最強のボディーガードを連れてくる。DDMのメンバーみんなはジュリアのセコンドにつけばいい」と発言し、テクラがSWA王座を防衛した際の写真撮影に朱里は加わらなかった。迎えた26日のワールド王座戦に朱里は元アクトレスガールズの三浦亜美を連れて入場。試合に勝利した朱里は「私は私のユニットを作る」と宣言し、DDMを離脱した。更に、4月3日の立川ステージガーデン大会のメインで行われた朱里と三浦改め壮麗亜美の試合後にMIRAIが現れ、朱里の新ユニット「God's Eye」への加入を表明しDDMを離脱した。
2022年7月9日に開催した立川ステージガーデン大会にて、シングル2連戦を1勝1敗としていたなつぽいと中野たむの完全決着戦と銘打ち、DDM対COSMIC ANGELSの5対5イリミネーションマッチを行うも、終盤になつぽいがジュリアを裏切ってキックを浴びせコズエンに勝利を献上。試合後なつぽいはDDMを脱退してコズエンに加入し、DDMは5人体制となる。
2023年5月14日、ひめかがこの日の引退セレモニーを持って引退。DDMは4人体制となった。
5月27日、ジュリア、テクラ、桜井まいのトリオ「バリバリボンバーズ」がアーティスト王座を獲得。12月29日には舞華がワールド王座を獲得した。
2024年1月3日、TRIANGLE DERBY 2024 ワンデートーナメントの決勝でバリバリボンバーズが敗れ、アーティスト王座を失う。
1月4日、メーガン・ベーン&舞華対鈴季すず&ジュリア戦後、舞華が前年末にワールド王座を戴冠した事で「（ジュリア・朱里・舞華の3人の）それぞれのやり方でテッペンを取る」という結成当初の誓いが果たされたとして、ジュリアはドンナ・デル・モンドの解散を突如として発表した。去就に関して、桜井はジュリアと共闘を続けることを表明し、テクラは休養すると表明。その後、3月末でジュリアと桜井が退団した。

## メンバー

### 最終所属
| メンバー | 加入日        | 備考                   |
| -------- | ------------- | ---------------------- |
| ジュリア | 2020年1月19日 | リーダー、初期メンバー |
| 舞華     | 2020年1月19日 | 初期メンバー           |
| テクラ   | 2022年1月3日  |                        |
| 桜井まい | 2022年2月12日 |                        |

### 過去
| メンバー | 加入          | 脱退          | 備考、去就                  |
| -------- | ------------- | ------------- | --------------------------- |
| 朱里     | 2020年1月19日 | 2022年3月26日 | 初期メンバー、God's Eye結成 |
| MIRAI    | 2022年1月3日  | 2022年4月3日  | God's Eyeへ                 |
| なつぽい | 2020年10月3日 | 2022年7月9日  | COSMIC ANGELSへ             |
| ひめか   | 2020年6月21日 | 2023年5月14日 | 引退                        |

## 戦績
スターダム
- ワールド・オブ・スターダム王座
  - 朱里（第14代）
  - ジュリア（第15代）
  - 舞華（第17代）
- ワンダー・オブ・スターダム王座
  - ジュリア（第14代）
- ゴッデス・オブ・スターダム王座
  - 舞華＆ひめか（舞ひめ）（第20代）
  - ジュリア＆朱里（Alto livello KABALIWAN）（第21代）
- アーティスト・オブ・スターダム王座
  - ジュリア＆朱里＆舞華（第23代）
  - 舞華＆ひめか＆なつぽい（舞ひめぽい）（第26代）
  - ジュリア＆テクラ＆桜井まい（バリバリボンバーズ）（第30代）
- フューチャー・オブ・スターダム王座
  - 舞華（第3代）
- ハイスピード王座
  - なつぽい（第20代）
- SWA世界王座
  - 朱里（第7代）
  - テクラ（第8代）
- STARDOM Cinderella tournament優勝
  - ジュリア（2020年）
- STARDOM 5★STAR GP優勝
  - 朱里（2021年）
  - ジュリア（2022年）

新日本プロレス
- STRONG女子王座
  - ジュリア（第2代）

プロレス大賞
- 女子プロレス大賞
  - ジュリア（2020年）